# Região Norte (Uganda)
A Região Norte é uma região administrativa de Uganda. A região está dividida nos seguintes distritos:

## Distritos
Desde 2010, a região Norte possui 30 distritos:
| N°  | Distrito      | população |
| --- | ------------- | --------- |
| 1   | Abim          | 51 903    |
| 2   | Adjumani      | 202 290   |
| 78  | Agago         | 184 018   |
| 79  | Alebtong      | 163 047   |
| 3   | Amolatar      | 96 189    |
| 80  | Amudat        | 63 572    |
| 39  | Amuru         | 135 723   |
| 5   | Apac          | 249 656   |
| 6   | Arua          | 559 075   |
| 16  | Dokolo        | 129 385   |
| 17  | Gulu          | 298 527   |
| 22  | Kaabong       | 202 757   |
| 42  | Kitgum        | 167 030   |
| 43  | Koboko        | 129 148   |
| 93  | Kole          | 165 922   |
| 44  | Kotido        | 122 442   |
| 97  | Lamwo         | 115 345   |
| 47  | Lira          | 290 601   |
| 50  | Maracha       | 145 705   |
| 57  | Moroto        | 77 243    |
| 58  | Moyo          | 194 778   |
| 62  | Nakapiripirit | 90 922    |
| 104 | Napak         | 112 697   |
| 65  | Nebbi         | 266 312   |
| 107 | Nwoya         | 41 010    |
| 108 | Otuke         | 62 018    |
| 67  | Oyam          | 268 415   |
| 68  | Pader         | 142 320   |
| 77  | Yumbe         | 251 784   |
| 112 | Zombo         | 169 048   |

As populações acima indicadas são do censo de 2002. Dados dos condados e sub-condados foram utilizados para calcular os números referentes aos distritos criados ou modificados após o referido censo. Entretanto, algumas linhas divisórias de condados e sub-condados devem ter sido alteradas, gerando números um pouco imprecisos.